# Villa rustica de la Cataloi (2)
Villa rustica este situată în raza localității Cataloi din județul Tulcea, în punctul numit Baia Romană.

## Legături exerne
- Roman castra from Romania (includes villae rusticae) - Google Maps / Earth Arhivat în 5 decembrie 2012, la Archive.is